# Josef Bau
Josef Bau (hebr. יוסף באו; ur. 18 czerwca 1920 w Krakowie, zm. 26 maja 2002 w Tel Awiwie) – polsko-izraelski poeta, prozaik, malarz, grafik i fotograf pochodzenia żydowskiego. Tworzył w języku polskim i hebrajskim.

## Życiorys
Urodził się w Krakowie, w rodzinie żydowskiej, jako syn Abrahama i Cyli Bauów. W 1938 rozpoczął studia plastyczne w Państwowym Instytucie Sztuk Plastycznych w Krakowie, które jednak przerwał w grudniu 1939, kiedy gubernator dystryktu krakowskiego nakazał usunąć uczniów i studentów żydowskich ze szkół publicznych. 
W 1940 uniknął wysiedleń, przebywając wraz z młodszym bratem Marcelem na terenie Olszy. Po utworzeniu krakowskiego getta w marcu 1941 nielegalnie przedostali się na jego teren i dołączyli do reszty rodziny. Zamieszkali w budynku przy placu Zgody 1.
Przebywanie w getcie bez dokumentów oznaczało dla nich brak przydziałów żywności, ale także pozbawiało ich możliwości zatrudnienia i groziło wywózką do obozu zagłady w Bełżcu. Po pewnym czasie zajął się rysowaniem wizytówek. W tym czasie policja żydowska poszukiwała rysownika dla potrzeb urzędów niemieckich. Zaczął pracować jako kreślarz, rysując i pisząc gotykiem wizytówki, szyldy dla urzędów, opisy akt, teczek biurowych. Otrzymał kenkartę, jednak nigdy nie uzyskał blauschein, która zapewniałaby mu pobyt w getcie. Był członkiem Żydowskiej Organizacji Bojowej, dla członków której przygotowywał fałszywe pieczątki i inne dokumenty. Na polecenie Wilhelma Kunde sporządził plan getta. Po naniesieniu ostatnich poprawek na plan został wyprowadzony z biura Żydowskiej Samopomocy Społecznej na dziedziniec fabryki Optima, gdzie gromadzono ludzi przeznaczonych do wysiedlenia. Został uratowany dzięki interwencji matki u komisarza getta Dawida Guttera. 
W 1943 trafił do obozu w Płaszowie, gdzie pracował jako kreślarz planów w biurze budowy obozu. Tam także napisał i zilustrował miniaturową książkę wielkości dłoni, w której zawarł swoje wiersze. W obozie wziął potajemny ślub z Rebeką Tannenbaum, który został upamiętniony w filmie Lista Schindlera. Z obozu w Płaszowie przeniesiono go do Groß-Rosen. Dzięki wpisowi na listę Schindlera został w październiku 1944 przewieziony do obozu w Brněncu (KZ-Außenlager Brünnlitz) na Morawach, gdzie wraz z innymi zatrudnionymi w fabryce doczekał wyzwolenia w maju 1945. Podczas wojny zginęła prawie cała jego najbliższa rodzina: brat Ignaś w 1943 w getcie, ojciec Abraham w 1943 w Płaszowie, a matka Cyla w 1945 w Bergen-Belsen.
Po zakończeniu wojny wrócił wraz z żoną do Krakowa, gdzie dokończył przerwane przez wojnę studia plastyczne. Podczas studiów pracował dla trzech gazet jako grafik i ilustrator: „Przekrój”, „Żołnierz Polski” i „Szpilki”. Jako poeta debiutował w 1948 na łamach „Echa Krakowa”. W 1950 wraz z żoną i córką wyemigrował do Izraela. Pracował jako grafik w Brandwein Institute w Hajfie oraz dla rządu izraelskiego. W 1956 otworzył własne studio w Tel Awiwie. Zaprojektował tytuły prawie wszystkich filmów izraelskich lat 60. i 70. XX wieku. Jego osiągnięciem jest zapoczątkowanie filmów animowanych w Izraelu, za co w miejscowej prasie często go określano mianem izraelskiego Walta Disneya.
Był członkiem Stowarzyszenia Izraelskich Malarzy i Rzeźbiarzy, Stowarzyszenia Reżyserów Filmowych i Telewizyjnych oraz Związku Autorów Piszących Po Polsku w Izraelu. W jego studio znajduje się obecnie muzeum. Jest tam także małe kino, w którym pokazywał swoje filmy. Ze związku z Rebeką Tannenbaum miał dwie córki: Clilę i Hadasę. 
Został pochowany na cmentarzu Nachalat Jicchak.
W postać Josefa Baua w filmie Lista Schindlera wcielił się izraelski aktor Rami Heuberger. Pojawił się także w scenie końcowej, podczas kładzenia kamieni na grobie Schindlera.

## Twórczość
- 1987: Przymierze słów
- 1982: Czas zbezczeszczenia
- 1976: Okrągły trójkąt
- 1971: Zimne pozdrowienie
- 1949: Cień przechodnia

## Wystawy w Polsce
- 2012: Wystawa Josepha Bau – z cyklu „Ludzie z listy Schindlera” Fabryka Emalia Oskara Schindlera[3][4]

## Muzeum Josepha Baua
W 1958 roku Josef Bau założył prywatne studio filmowe z kinem, w którym realizował animacje do filmów. Od 2002 roku studio filmowe zostało przekształcone w Muzeum Josefa Baua w Tel Awiwie.